# Joseph Norman Lockyer
Sir Joseph Norman Lockyer, angleški astronom, * 17. maj 1836, † 16. avgust 1920.
Lockyer je neodvisno od Janssena spektroskopsko odkril helij.

## Priznanja

### Nagrade
- Rumfordova medalja
- Janssenova medalja